# Klubi Futbollistik Drenica
Il KF Drenica, (Klubi Futbollistik Drenica Skënderaj) è una squadra di calcio del Kosovo.

## Storia
Il club fu fondato nel 1958; ha partecipato alla finale della Coppa del Kosovo nella stagione 2005-2006, perdendola.

## Rosa
| N. |                   | Ruolo | Calciatore       |
| -- | ----------------- | ----- | ---------------- |
|    | Kosovo (bandiera) | P     | Adnan Ahemti     |
|    | Kosovo (bandiera) | P     | Enes Shosholli   |
|    | Kosovo (bandiera) | P     | Shpetim Mehaj    |
|    | Kosovo (bandiera) | D     | Sami Geci        |
|    | Kosovo (bandiera) | D     | Sadat Jashari    |
|    | Kosovo (bandiera) | D     | Fisnik Lushtaku  |
|    | Kosovo (bandiera) | D     | Dardan Dalipi    |
|    | Kosovo (bandiera) | C     | Besim Bajraktari |
|    | Kosovo (bandiera) | C     | Liridon Syla     |

| N. |                   | Ruolo | Calciatore      |
| -- | ----------------- | ----- | --------------- |
|    | Kosovo (bandiera) | C     | Agon Havolli    |
|    | Kosovo (bandiera) | C     | Liridon Behrami |
|    | Kosovo (bandiera) | C     | Arton Hajdari   |
|    | Kosovo (bandiera) | A     | Drilon Dobra    |
|    | Kosovo (bandiera) | A     | Ekrem Sadiku    |
|    | Kosovo (bandiera) | A     | Ardian Geci     |
|    | Kosovo (bandiera) | A     | Bujar Tahiraj   |
|    | Kosovo (bandiera) | P     | Adnan Ahmeti    |

## Palmarès

### Altri piazzamenti
- Coppa del Kosovo:

Semifinalista: 2014-2015, 2016-2017, 2017-2018, 2019-2020, 2024-2025